# Токари (хутор, Могилёвская область)
Токари́ (бел. Такары) — хутор в составе Сычковского сельсовета Бобруйского района Могилёвской области Беларуси.
Расположен в пределах Бобруйской равнины.
Средняя температура января -6,6⁰С, 18 июля,3⁰С. Осадки 609 мм в год. Вегетационный период 192 дня.

## Население
- 1999 год — 6 человек
- 2010 год — 11 человек

## Фотогалерея
- Вид окрестностей